# Rapide Lebel
Rapide Lebel, född 20 maj 2005 i Frankrike, är en fransk varmblodig travhäst. Han tränades av Sébastien Guarato och kördes av Éric Raffin.
Rapide Lebel tävlade åren 2008–2014 och sprang in 1,8 miljoner euro på 70 starter varav 29 segrar. Han tog karriärens största segrar i Prix d'Été (2010), Prix du Luxembourg (2011), Grand Prix de Wallonie (2011), St. Michel Ajo (2011), Kymi Grand Prix (2011), Åby Stora Pris (2011), Prix de l'Union Européenne (2011, 2012) och Prix de Washington (2012). Han kom även på andraplats i Elitloppet (2011).
Rapide Lebel slog nytt banrekord på Åby 2011 när han vann första heatet av Åby Stora Pris på 1.09,9 (1609a).